# Velika nagrada Južne Afrike 1966
Velika nagrada Južne Afrike 1966 je bila prva neprvenstvena dirka Formule 1 v sezoni 1966. Odvijala se je 1. januarja 1966 na dirkališču East London.

## Dirka
| Poz | Dirkač             | Moštvo                      | Konstruktor    | Čas/Odstop        | Št. m. |
| --- | ------------------ | --------------------------- | -------------- | ----------------- | ------ |
| 1   | Mike Spence        | Team Lotus                  | Lotus-Climax   | 1.29:39.4         | 2      |
| 2   | Jo Siffert         | Rob Walker Racing Team      | Brabham-BRM    | 58 krogov         | 12     |
| 3   | Peter Arundell     | Team Lotus                  | Lotus-Climax   | 58 krogov         | 13     |
| 4   | Dave Charlton      | Scuderia Scribante          | Brabham-Climax | 58 krogov         | 10     |
| DSQ | Bob Anderson       | DW Racing Enterprises       | Brabham-Climax | Pomoč ob štartu   | 8      |
| 5   | Sam Tingle         | Sam Tingle                  | LDS-Climax     | 57 krogov         | 14     |
| 6   | John Love          | John Love                   | Cooper-Climax  | 56 krogov         | 4      |
| 7   | Clive Puzey        | Clive Puzey Motors          | Lotus-Climax   | 56 krogov         | 18     |
| 8   | Tony Jefferies     | John Love                   | Cooper-Climax  | 56 krogov         | 15     |
| 9   | Jackie Pretorius   | Scuderia Scribante          | Lotus-Climax   | 56 krogov         | 17     |
| 10  | Doug Serrurier     | Louis Douglas Serrurier     | LDS-Climax     | 55 krogov         | 16     |
| Ods | Jack Brabham       | Brabham Racing Organisation | Brabham-Repco  | Črpalka za gorivo | 1      |
| Ods | Peter de Klerk     | Otelle Nucci                | Brabham-Climax | Menjalnik         | 7      |
| Ods | Denny Hulme        | Brabham Racing Organisation | Brabham-Climax | Menjalnik         | 3      |
| Ods | Innes Ireland      | Reg Parnell (Racing)        | Lotus-BRM      | Menjalnik         | 5      |
| Ods | Paul Hawkins       | Reg Parnell (Racing)        | Lotus-Climax   | Menjalnik         | 11     |
| Ods | Richie Ginther     | Stirling Moss Racing Team   | BRP-BRM        | Trčenje           | 6      |
| Ods | Jo Bonnier         | Rob Walker Racing Team      | Lotus-Climax   | Trčenje           | 9      |
| Ods | David Prophet      | David Prophet Racing        | Lotus-Maserati | Gred              | 19     |
| DNS | Brian Raubenheimer | Brian Raubenheimer          | Lotus-Ford     |                   | -      |
| DNS | Jack Holme         | Jack Holme                  | LDS-Ford       |                   | -      |
| DNS | David Hume         | Team Valencia               | LDS-Climax     |                   | -      |